# Charles John Brown
Charles John Brown (New York, 12 ottobre 1959) è un arcivescovo cattolico statunitense, dal 28 settembre 2020 nunzio apostolico nelle Filippine.

## Biografia
Charles John Brown è nato nell'East Village di Manhattan, nei pressi di Orchard Street e Chinatown. A quel tempo era una zona dove risiedevano molti ebrei. La sua era praticamente l'unica famiglia non-ebrea del condominio. È il primo di sei figli. Quando il futuro arcivescovo aveva cinque anni, la famiglia si è trasferita a Ridgewood, un sobborgo a nord di New York. Nel 1971, quando aveva undici anni, si sono trasferiti nuovamente a Windham, nei monti Catskill.
Il nome da nubile di sua madre era Murphy e un bisnonno si chiamava O'Callaghan. Nonostante ciò, Brown ha avuto pochissimi contatti con l'Irlanda dei suoi antenati materni. Il cognome "Brown" è un'anglicizzazione del tedesco "Braun".

### Formazione e ministero sacerdotale
Ha conseguito un Bachelor of Arts in storia all'Università di Notre Dame, un Master of Arts in teologia all'Università di Oxford e un secondo Master of Arts in studi medievali all'Università di Toronto.
È poi entrato nel seminario di Dunwoodie, allora retto dal futuro cardinale Edwin Frederick O'Brien. Ha conseguito un Master of Divinity presso il seminario "San Giuseppe" di Yonkers.
Il 13 maggio 1989 è stato ordinato presbitero dal cardinale John Joseph O'Connor nella cattedrale di San Patrizio a New York. Dal 1989 al 1991 è stato vicario parrocchiale nella parrocchia di St. Brendan, nel Bronx. Nel 1991 è stato inviato a Roma per studi. Il cardinale John Joseph O'Connor gli aveva chiesto infatti di studiare per il dottorato in teologia sacramentale al Pontificio ateneo Sant'Anselmo per diventare al più presto professore di teologia a Dunwoodie.
Il piano non è mai diventato realtà. Pur avendo conseguito il titolo, non è divenuto docente perché la Congregazione per la dottrina della fede aveva bisogno di un officiale di lingua inglese. Il dicastero ha quindi chiesto al cardinale O'Connor di liberare Brown dalle sue funzioni a New York. Dal 1994 alla nomina episcopale ha quindi lavorato come officiale nella Congregazione per la dottrina della fede. Questo dicastero, dal 1994, ha cominciato ad occuparsi degli abusi su minori commessi dal clero. Il 6 maggio 2000 papa Giovanni Paolo II gli ha concesso il titolo di cappellano di Sua Santità. Nel settembre del 2009 è stato nominato segretario aggiunto della Commissione teologica internazionale.

### Ministero episcopale
Il 26 novembre 2011 papa Benedetto XVI lo ha nominato arcivescovo titolare di Aquileia e nunzio apostolico in Irlanda. Ha ricevuto l'ordinazione episcopale per mano dello stesso pontefice il 6 gennaio 2012 nella basilica di San Pietro in Vaticano, co-consacranti i cardinali Tarcisio Bertone, segretario di Stato di Sua Santità, e William Joseph Levada, prefetto della Congregazione per la dottrina della fede.
In un'intervista dell'ottobre del 2012 monsignor Brown ha parlato della sua nomina in Irlanda. "Sono stato fulminato e sbalordito quando il cardinale Bertone [il Segretario di Stato Vaticano] nell'autunno del 2011 mi ha presentato questa nuova missione e ha detto che il Santo Padre mi aveva personalmente richiesto di farlo", ha affermato. "Farò tutto quello che il Santo Padre mi chiede di fare. È ovvio che penso che ci siano altri che sarebbero più adatti per questo compito e che avevano più esperienza. Non è abituale per qualcuno che lavora in uno dei dicasteri della Santa Sede l'essere trasferito al servizio diplomatico". Gli è stato dato un giorno per "pensare e pregare", dopo di che ha detto al Santo Padre che credeva che la nomina fosse parte della volontà di Dio per lui. Quando l'intervistatore gli ha suggerito che la nomina fosse un segno del fatto che papa Benedetto XVI lo stimava molto, monsignor Brown ha scosso la testa, scrollato le spalle e detto: "Forse. Ma ho molto da fare in Irlanda e resta da vedere se farò bene il mio lavoro".
Dopo la sua consacrazione, ha dichiarato: "L'intera esperienza una grande gioia e una consolazione per me. Sono certamente consapevole della mia indegnità all'episcopato e delle mie limitazioni, ma soprattutto quando il papa ha messo le mani sulla mia testa avevo un tremendo senso della forza dello Spirito Santo e della presenza dei santi". "L'esperienza", ha detto, "mi dà totale fiducia che posso fare qualcosa di bello per Dio".
Brown è uno dei pochissimi nunzi del servizio diplomatico della Santa Sede a non aver studiato alla Pontificia accademia ecclesiastica. Alcuni di questi sono Michael Louis Fitzgerald e Aldo Giordano. Parlando all'Irish Independent, l'arcivescovo Diarmuid Martin ha dichiarato di non credere che la nomina sia un tentativo del Vaticano di affrontare le relazioni con il governo irlandese. Ha definito monsignor Brown un teologo "molto più focalizzato sulla teologia che sui rapporti tra Chiesa e Stato". L'arcivescovo Timothy Dolan ha dichiarato: "È un ragazzo giovane, vibrante, teologicamente molto esperto e pastoralmente sensibile".
Tra i compiti principali del nuovo nunzio c'era quello di assistere il papa inviando raccomandazioni per riempire i posti episcopali vacanti nelle diocesi di Cloyne, Derry, Kildare e Leighlin e Limerick e la nomina di un coadiutore per l'arcidiocesi di Armagh. Si pensava anche una serie di fusioni per riordinare le diocesi dell'Irlanda.
Il 16 febbraio 2012 ha presentato le lettere credenziali al presidente Michael D. Higgins impegnandosi a fare quanto in suo potere per "solidificare e rafforzare", nonché "confermare e approfondire" il rapporto tra la Santa Sede e l'Irlanda. Monsignor Brown ha detto che papa Benedetto XVI gli aveva chiesto di comunicare la sua personale stima al presidente, così come i suoi "auguri e il sincero affetto" per il popolo irlandese.
C'erano tre aspetti fondamentali dell'incarico. Nei giorni feriali, alla nunziatura, arrivano numerosi documenti parte dei quali dedicati al processo complessivo che porta alla nomina dei vescovi. Ogni mattina è necessaria un'ora o due di lettura. Molti laici irlandesi, che lo hanno visto come l'incarnazione delle speranze per un nuovo inizio della Chiesa nel paese, si sono messi in contatto con lui. In secondo luogo, come decano del corpo diplomatico, doveva essere presente in tutte le occasioni diplomatiche. In terzo luogo, era un inviato della Santa Sede in molti eventi della Chiesa nel paese. Un giorno è stato a Letterkenny a Donegal per celebrare una messa per le madri in gravidanza e un altro è salito sulla montagna pietrosa di Croagh Patrick.
Nel novembre del 2012 monsignor Brown ha affermato che "la Chiesa aveva attraversato periodi di sperimentazione incredibile in questi quindici secoli, ma ogni volta è emersa più forte, purificata e sempre più fedele al Signore". Secondo lui "l'Irlanda doveva chiedersi perché le generazioni precedenti hanno potuto passare la loro fede in situazioni di estrema difficoltà, in tempi di persecuzione, di carestia e persino di emigrazione forzata, mentre, nel nostro tempo di comodità e relativa facilità, la fede non sempre viene trasmessa". In un'intervista alla rivista dei vescovi cattolici Intercom si è interrogato se "è il modo in cui viviamo nelle moderne società occidentali e che ci rende meno sensibili alle realtà spirituali ? Potrebbe essere ad esempio che il riempire ogni ora di ogni giorno con musica o televisione, internet o videogiochi o libri, porta ad una sorta di insensibilità o intorpidimento spirituale".
Il 9 marzo 2017 papa Francesco lo ha trasferito alla nunziatura apostolica d'Albania.
Il 28 settembre 2020 lo stesso papa lo ha nominato nunzio apostolico nelle Filippine.

## Opinioni

### Intervista 2012
In un'intervista del 2012 l'arcivescovo Brown ha detto di essere ben consapevole del momento delicato del paese ma che andava in Irlanda "per apprendere e aiutare". Egli ha aggiunto: "Cerchiamo di non esagerare. Il nunzio è un rappresentante della Santa Sede sulla terra. Non è che, in ogni senso, egli è il controllore della Chiesa in Irlanda. I vescovi del paese, sono nel controllo della Chiesa in Irlanda".
L'arcivescovo Brown ha riconosciuto di avere una buona linea di comunicazione con papa Benedetto XVI, dicendo: "Lo conosco, lui mi conosce. Ho lavorato con lui da vicino per dieci anni, ho viaggiato con lui, ho lavorato sodo per lui. Lui ha fiducia. Ha aggiunto anche: "Non ho ancora visto nulla. Ho una montagna ripida da scalare e spero di essere aiutato. Quanto alle riforme della chiesa irlandese, sono agnostico in proposito. Ho bisogno di studiare tutto quel materiale e poi di parlare con i vescovi irlandesi". Ha concluso dicendo: "la Chiesa è stata lasciata dietro la curva in tutto questo, deve modernizzarsi e trovare nuovi modi di presentare il suo messaggio alle persone che in questo nuovo contesto di materialismo e consumismo di una società che ora è più simile agli altri paesi europei rispetto agli anni '80".

### Riapertura dell'ambasciata irlandese
In occasione della riapertura dell'ambasciata irlandese presso la Santa Sede, l'arcivescovo Brown ha dichiarato: "Questa è una decisione eccellente per il popolo irlandese e sarà vantaggioso per l'Irlanda dare un contributo distintivo e importante alle relazioni internazionali. Siamo tutti grati a coloro che hanno lavorato così duramente per rendere possibile questo giorno".

### Germogli verdi
L'arcivescovo Brown ha descritto la rinascita della Chiesa come una primavera dopo venti anni d'inverno dicendo che vede "germogli verdi". "Vedo un rinnovato entusiasmo tra i giovani cattolici in Irlanda ora. La nuova generazione di cattolici, alcuni dei quali studiano per il sacerdozio presso il Collegio di San Patrizio, il seminario nazionale di Maynooth o il Pontificio collegio irlandese a Roma porteranno la Chiesa in avanti nel prossimo decennio". Ha detto anche: "I giovani cattolici rappresentano ciò che è meglio nella tradizione del Vaticano II, l'idea di comunicare l'antica fede immutabile in un modo nuovo, vivace e attraente".
In un suo articolo sul The Tablet padre Sean McDonagh, ha parlato della situazione del clero irlandese. Oltre il 65 per cento dei sacerdoti irlandesi sono di età superiore ai 55 anni. Ci sono solo due sacerdoti sotto i 40 anni nell'arcidiocesi di Dublino. Un prete nella diocesi di Killala, don Brendan Hoban, ha sottolineato che nella sua parrocchia a Moygownagh c'è un prete che celebra l'Eucaristia fin dall'VIII secolo ma che credeva che lui sarebbe stato l'ultimo sacerdote di quella parrocchia. Al momento infatti c'è un prete in ogni parrocchia di Killala. Entro venti anni però ci saranno solamente sette sacerdoti per le 22 parrocchie distribuite su una vasta area. La situazione è molto simile a quella di altre diocesi. La ricerca sottolinea che per mantenere lo status quo bisognerebbe ordinare 82 sacerdoti l'anno. La realtà era che nel seminario nazionale di Maynooth c'erano solo venti studenti e che probabilmente solo dieci o dodici sarebbero ordinati entro il 2020.

### Caricatura
L'arcivescovo Brown ha avvertito i cattolici sul rischio di diventare caricature: "Dobbiamo evitare la caricatura che le uniche cose di cui la Chiesa cattolica deve parlare sono l'aborto, il matrimonio gay e la contraccezione". Ha detto che "la caricatura è che i cattolici parlano solo di quei tre aspetti e non vogliamo metterci in questa situazione perché la bellezza della vita con Cristo, la spiritualità della Chiesa cattolica, la storia della Chiesa cattolica, la vita della grazia, l'aspirazione di essere trovati degni della vita del mondo a venire, la vita eterna". In questo ha ripreso papa Francesco che in un'intervista a La Civiltà Cattolica ha detto: "Non dobbiamo ridurci come cattolici alla proclamazione disgiunta e ossessiva di poche verità morali con l'esclusione di tutto il resto". Ha anche lodato i vescovi per aver "fatto un ottimo lavoro" nella presentazione degli insegnamenti della Chiesa prima del referendum sul matrimonio tra persone dello stesso sesso tenutosi nel maggio successivo.

## Genealogia episcopale e successione apostolica
La genealogia episcopale è:
- Cardinale Scipione Rebiba
- Cardinale Giulio Antonio Santori
- Cardinale Girolamo Bernerio, O.P.
- Arcivescovo Galeazzo Sanvitale
- Cardinale Ludovico Ludovisi
- Cardinale Luigi Caetani
- Cardinale Ulderico Carpegna
- Cardinale Paluzzo Paluzzi Altieri degli Albertoni
- Papa Benedetto XIII
- Papa Benedetto XIV
- Papa Clemente XIII
- Cardinale Bernardino Giraud
- Cardinale Alessandro Mattei
- Cardinale Pietro Francesco Galleffi
- Cardinale Giacomo Filippo Fransoni
- Cardinale Antonio Saverio De Luca
- Arcivescovo Gregor Leonhard Andreas von Scherr, O.S.B.
- Arcivescovo Friedrich von Schreiber
- Arcivescovo Franz Joseph von Stein
- Arcivescovo Joseph von Schork
- Vescovo Ferdinand von Schlör
- Arcivescovo Johann Jakob von Hauck
- Vescovo Ludwig Sebastian
- Cardinale Joseph Wendel
- Arcivescovo Josef Schneider
- Vescovo Josef Stangl
- Papa Benedetto XVI
- Arcivescovo Charles John Brown

La successione apostolica è:
- Vescovo William Crean (2013)
- Vescovo Simon Kulli (2017)